# Герасим I (патриарх Константинопольский)
Герасим I (греч. Γερασίμ Α) - патриарх Константинопольский, который занимал пост патриарха на протяжении одного года (1320-1321).
Предшественником патриарха Герасима I был Иоанн XIII Глика, а его преемником был патриарх Исайя.

## Биография
До возведения в сан Герасим I был иеромонахом, игуменом монастыря в Сосандре и затем монастыря великомученика Георгия в Манганах в Константинополе.
Герасим I был возведён на престол по волеизъявлению императора Андроника II Палеолога. Герасим не отличался ученостью и не имел опыта в ведении государственных дел.
В конфликте между императором Андроником II и его внуком императором Андроником III Герасим встал на сторону последнего после того, как Синод, созванный Андроником II, отлучил от Церкви его внука за мятеж. Герасим I предупредил молодого Андроника о намерении императора заключить его в тюрьму, и тот успел покинуть Константинополь со своими сторонниками.
Герасим I умер в пасхальную ночь; был похоронен в Манганском монастыре.